# Ölgii (thành phố)
Ölgii (tiếng Mông Cổ: Өлгий, [oɮˈɡiː], tiếng Kazakh: Ólke, [œlˈkɛ]) là thủ phủ của tỉnh Bayan-Ölgii tại Mông Cổ, bên bờ sông Khovd, ở nơi xa nhất về phía tây của đất nước. Thành phố nằm trên độ cao 1710 mét (5610 feet) so với mực nước biển. Năm 2008, dân số của thành phố là 28.496 người.

## Lịch sử
Ölgii là một ngôi làng của người Kazakh trước khi thành lập quốc gia Mông Cổ hiện đại vào năm 1911. Người Kazakh đã đến vùng Altai của Mông Cổ trong ít nhất 200 năm. Nhiều người đến đây khi người Kazakh phải đối mặt với sự bành trướng của Đế quốc Nga . Những con số này tăng lên đáng kể sau Cách mạng Nga năm 1917 và sự trỗi dậy của chủ nghĩa cộng sản ở Trung Quốc. Đây là trung tâm của đạo Hồi ở Mông Cổ trước các cuộc thanh trừng tôn giáo vào những năm 1930, trong đó nhà thờ Hồi giáo bị phá hủy và vị imam bị hành quyết. Mông Cổ ban đầu đã cố gắng đàn áp ngôn ngữ và văn hóa Kazakh trước khi thành lập tỉnh Bayan-Ölgii vào năm 1939, với trung tâm hành chính là Ölgii.
Phần lớn trung tâm thành phố được xây dựng vào những năm 1950 đến 1980. Ölgii kém phát triển hơn phần còn lại của Mông Cổ và không được kết nối bằng đường sắt hoặc đường trải nhựa do vị trí biệt lập và thiếu tài nguyên khoáng sản. Sau cuộc cách mạng dân chủ Mông Cổ năm 1991 và sự tan rã của Liên Xô, 25% dân số đã chuyển đến Kazakhstan khi mới giành được độc lập. Mặc dù vậy, nhiều người sau đó đã quay trở lại và dân số đã phục hồi phần lớn. Trong những năm gần đây, việc xây dựng đã tăng lên đáng kể dẫn đến nhiều căn hộ, cửa hàng, nhà hàng và khách sạn mới (hầu hết đã được xây dựng từ năm 2005), phản ánh sự bùng nổ xây dựng trên khắp Mông Cổ.
Giống như những thành phố hậu cộng sản khác, phần lớn ngành công nghiệp đã ngừng hoạt động vào những năm 1990, mặc dù một nhà máy len lớn và nhiều nhà máy nhỏ hơn liên quan đến động vật vẫn tiếp tục chế biến các sản phẩm từ 2 triệu động vật trong tỉnh.

## Văn hóa
Ölgii là trung tâm của vùng văn hóa Kazakh tại Mông Cổ. Tiếng Kazakh là ngôn ngữ chính được sử dụng ở thành phố này. Thành phố có ít nhất 4 nhà thờ Hồi giáo, đồng thời được biết đến với nghệ thuật thêu, âm nhạc, và hoạt động săn bắn với đại bàng. Vào mỗi tháng 10, Ölgii tổ chức Lễ hội Đại bàng vàng, nơi giới thiệu phong tục săn đại bàng cổ xưa của người Kazakh.

## Giao thông
Sân bay Ölgii (ULG/ZMUL) có một đường băng chưa được lát. Sân bay có các chuyến bay thường kỳ đến thủ đô Ulan Bator và các chuyến bay không định kỳ tới Almaty tại Kazakhstan qua sân bay Oskemen.

## Khí hậu
Ölgii có khí hậu sa mạc theo Köppen BWk với một mùa đông dài, rất khô và rất lạnh còn mùa hè ngắn và ấm.
| Dữ liệu khí hậu của Ölgii                | Dữ liệu khí hậu của Ölgii | Dữ liệu khí hậu của Ölgii | Dữ liệu khí hậu của Ölgii | Dữ liệu khí hậu của Ölgii | Dữ liệu khí hậu của Ölgii | Dữ liệu khí hậu của Ölgii | Dữ liệu khí hậu của Ölgii | Dữ liệu khí hậu của Ölgii | Dữ liệu khí hậu của Ölgii | Dữ liệu khí hậu của Ölgii | Dữ liệu khí hậu của Ölgii | Dữ liệu khí hậu của Ölgii | Dữ liệu khí hậu của Ölgii |
| Tháng                                    | 1                         | 2                         | 3                         | 4                         | 5                         | 6                         | 7                         | 8                         | 9                         | 10                        | 11                        | 12                        | Năm                       |
| ---------------------------------------- | ------------------------- | ------------------------- | ------------------------- | ------------------------- | ------------------------- | ------------------------- | ------------------------- | ------------------------- | ------------------------- | ------------------------- | ------------------------- | ------------------------- | ------------------------- |
| Cao kỉ lục °C (°F)                       | 4.2 (39.6)                | −0.2 (31.6)               | 16.8 (62.2)               | 23.2 (73.8)               | 29.3 (84.7)               | 31.6 (88.9)               | 32.0 (89.6)               | 32.3 (90.1)               | 26.5 (79.7)               | 20.9 (69.6)               | 12.8 (55.0)               | 8.5 (47.3)                | 32.3 (90.1)               |
| Trung bình ngày tối đa °C (°F)           | −10.7 (12.7)              | −6.9 (19.6)               | 1.2 (34.2)                | 9.0 (48.2)                | 16.1 (61.0)               | 21.2 (70.2)               | 22.6 (72.7)               | 21.2 (70.2)               | 15.5 (59.9)               | 6.9 (44.4)                | −2.4 (27.7)               | −9.2 (15.4)               | 7.0 (44.7)                |
| Trung bình ngày °C (°F)                  | −17.1 (1.2)               | −14.7 (5.5)               | −6.7 (19.9)               | 1.7 (35.1)                | 9.3 (48.7)                | 14.6 (58.3)               | 16.3 (61.3)               | 14.5 (58.1)               | 8.6 (47.5)                | 0.1 (32.2)                | −8.5 (16.7)               | −15.0 (5.0)               | 0.3 (32.5)                |
| Tối thiểu trung bình ngày °C (°F)        | −22.6 (−8.7)              | −21.1 (−6.0)              | −13.6 (7.5)               | −5.1 (22.8)               | 3.0 (37.4)                | 8.3 (46.9)                | 10.4 (50.7)               | 8.6 (47.5)                | 2.7 (36.9)                | −4.9 (23.2)               | −13.7 (7.3)               | −20.2 (−4.4)              | −5.7 (21.8)               |
| Thấp kỉ lục °C (°F)                      | −37.9 (−36.2)             | −40.2 (−40.4)             | −34 (−29)                 | −20.8 (−5.4)              | −10.0 (14.0)              | −2.3 (27.9)               | 0.6 (33.1)                | −3.0 (26.6)               | −16.5 (2.3)               | −23.5 (−10.3)             | −32.9 (−27.2)             | −36 (−33)                 | −40.2 (−40.4)             |
| Lượng Giáng thủy trung bình mm (inches)  | 0.6 (0.02)                | 0.5 (0.02)                | 1.3 (0.05)                | 4.5 (0.18)                | 10.6 (0.42)               | 25.0 (0.98)               | 34.0 (1.34)               | 20.0 (0.79)               | 12.5 (0.49)               | 3.0 (0.12)                | 0.7 (0.03)                | 1.0 (0.04)                | 113.7 (4.48)              |
| Số ngày giáng thủy trung bình (≥ 1.0 mm) | 0.2                       | 0.2                       | 0.5                       | 1.0                       | 2.3                       | 5.1                       | 7.1                       | 4.3                       | 2.8                       | 0.7                       | 0.2                       | 0.2                       | 24.6                      |
| Nguồn: NOAA (1961-1990)                  |                           |                           |                           |                           |                           |                           |                           |                           |                           |                           |                           |                           |                           |

## Hành chính

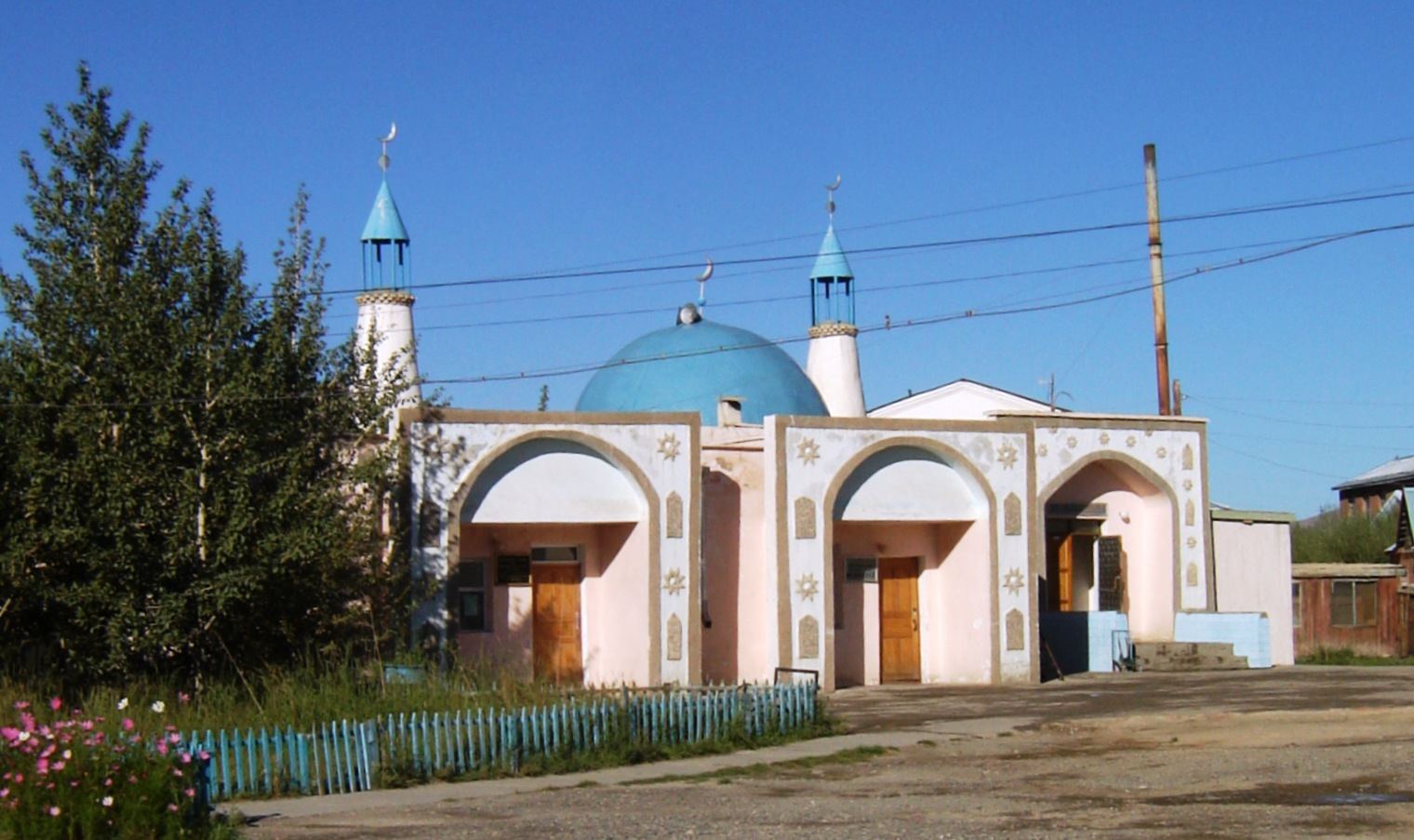
Nhà thờ Hồi giáo chính tại Ölgii

Ölgii được chia thành 13 bag (xã):
- Bukhun-Uul
- Burged
- Ikh Bulan
- Jargalant
- Khar Sai
- Khotgor
- Khovd Gol
- Khukh Khad
- Khukh Tolgoi
- Khust Aral
- Nogoon Tugul
- Shine Ail
- Tsagaan Ereg